# Ђимешка рацка овца
Ђимешка рацка овца (мађ. Gyimesi racka juh, лат. Ovis aries strepsiceros transsylvaniensis), је једна од оригиналних носилаца особина типичних планинских врста оваца.

## Историја
Данашња врста Ђимешке рацке овце се формирала у Ердељу током средњег века. Првобитно налажење ове врсте се ограничавало на крај Харгита снежника и околине. Ову врсту су највише узгајали Секељи и Чангои који живе у тим крајевима.
Старији називи за ову врсту су били секачменти (székácsmenti), корпонаи (korponai) и харомсеки (háromszéki). Ова имена, називи, су произашли по именима места где су се највише узгајала. У данашње време чиста раса ове врсте се може наћи једино у Трансилванији, данашњој Румунији и на обронцима планине Харгита одакле је ова врста и потекла. Задњих година је око 2.000 примерака ове врсте извезено у Мађарску тако да и тамо постоје примерци ове расе.

## Особине
Ђимешка рацка овца спољњим изгледом доста подcећа на Мађарску рацку овцу али се разликује по својим природним особинама. Ђимешка врста је веома прилагодљива и издржљива. Сурова природа снежних планинских врхова је нешто што је свакодневница за ову врсту. Од свих врста рацка оваца, ђимешка има најбољу приплодност, вуна је доста меканија и чисто је беле боје, са изузетком круга око очију и црно-браон боје завршетака око папака.
Тежина мужјака се креће између 62-86 kg, а женке 45 до 65 kg. Овнови имају пужасте рогове са ротацијом од 1,5 до 2,25°, док неке женке чак и немају рогове.
Ђимешка сорта је веома захвална, не захтева пуно неге и пажње, издашна је са млеком чак до 65 литара. Млеко се такође прерађује у пастирским катунима у сир и урду. Ђимешка врста је такође издашна са месом чији је укус цењен и са веома мало лоја. Скоро током целе године, осим у изузетно хладним зимама, стада су на планинама где имају довољно хране.
Ђимешка рацка овца је у Мађарској на листи заштићених врста.